# 1136 (szám)
Az 1136 (római számmal: MCXXXVI) az 1135 és 1137 között található természetes szám.

## A szám a matematikában
A tízes számrendszerbeli 1136-os a kettes számrendszerben 10001110000, a nyolcas számrendszerben 2160, a tizenhatos számrendszerben 470 alakban írható fel.
Az 1136 páros szám, összetett szám. Kanonikus alakja 24 · 711, normálalakban az 1,136 · 103 szorzattal írható fel. Tíz osztója van a természetes számok halmazán, ezek növekvő sorrendben: 1, 2, 4, 8, 16, 71, 142, 284, 568 és 1136.
Az 1136 egyetlen szám valódiosztó-összegeként áll elő, ez a 684.

## Csillagászat
- 1136 Mercedes kisbolygó